# Kanton Ahun
Ahun is een kanton van het Franse departement Creuse. Het kanton maakt deel uit van de arrondissementen Guéret (17) en Aubusson (10)

## Gemeenten
Het kanton Ahun omvatte tot 2014 de volgende 11 gemeenten:
- Ahun (hoofdplaats)
- Cressat
- Lépinas
- Maisonnisses
- Mazeirat
- Moutier-d'Ahun
- Peyrabout
- Pionnat
- Saint-Hilaire-la-Plaine
- Saint-Yrieix-les-Bois
- Vigeville

Na de herindeling van de kantons bij decreet van 17 februari 2014, met uitwerking op 22 maart 015, omvat het kanton volgende 27 gemeenten:
- Ahun
- Ars
- Banize
- Chamberaud
- La Chapelle-Saint-Martial
- Chavanat
- Le Donzeil
- Fransèches
- Janaillat
- Lépinas
- Maisonnisses
- Mazeirat
- Moutier-d'Ahun
- Peyrabout
- Pontarion
- La Pouge
- Saint-Avit-le-Pauvre
- Saint-Georges-la-Pouge
- Saint-Hilaire-la-Plaine
- Saint-Hilaire-le-Château
- Saint-Martial-le-Mont
- Saint-Michel-de-Veisse
- Saint-Yrieix-les-Bois
- Sardent
- Sous-Parsat
- Thauron
- Vidaillat